# تری والش (ورزشکار)
تری والش (انگلیسی: Terry Walsh؛ زادهٔ ۲۰ نوامبر ۱۹۵۳) ورزشکار هاکی روی چمن اهل استرالیا است.
وی در مسابقات کشوری و بین‌المللی در مجموع برندهٔ ۱ مدال نقره شده‌است.